# Horace Engdahl

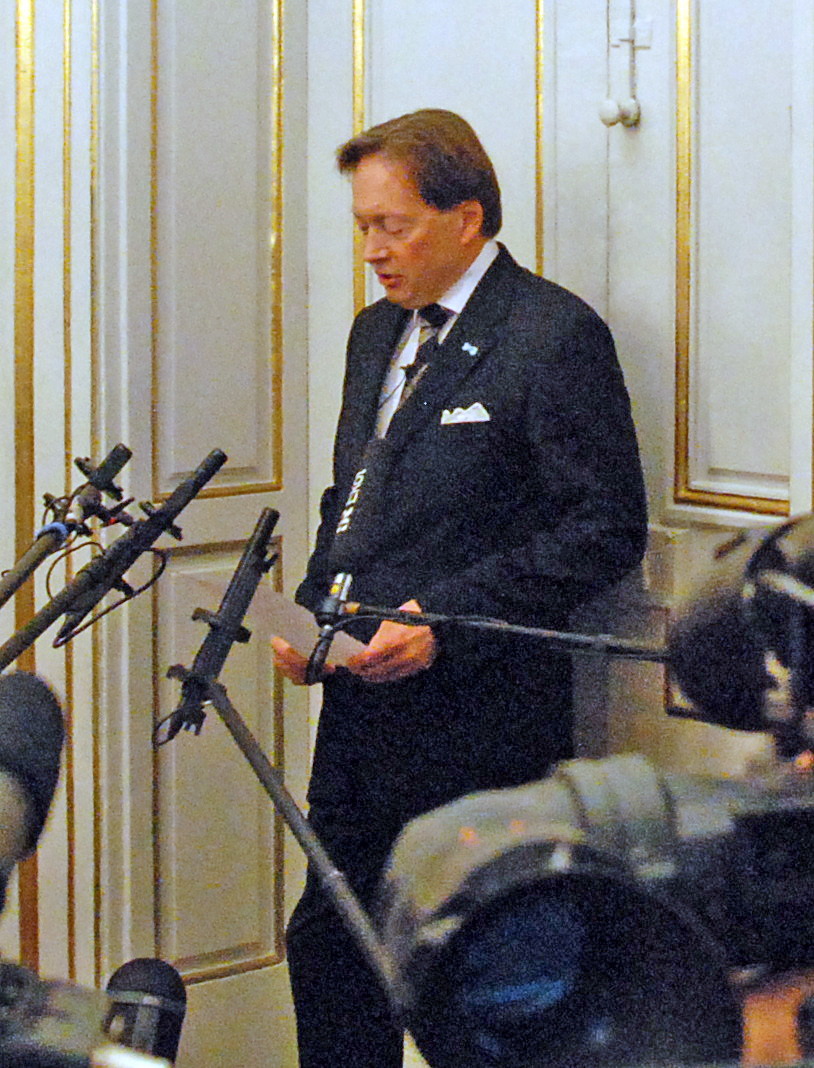
Engdahl tillkännager att Nobelpriset i litteratur 2008 gått till Jean-Marie Gustave Le Clézio.

Horace Oscar Axel Engdahl ([ˈhɔrːas ²ɛŋˌdɑːl]), född 30 december 1948 i Karlskrona (skriven i Skeppsholms församling i Stockholm), är en svensk litteraturvetare samt litteratur- och danskritiker. Han invaldes som ledamot i Svenska Akademien 16 oktober 1997 och tog sitt inträde 20 december samma år, som efterträdare till Johannes Edfelt på stol nr 17, och var Akademiens ständige sekreterare under tioårsperioden 1999 till 2009.

## Biografi
Horace Engdahl föddes år 1948 i Karlskrona och växte upp omväxlande där och i Stockholm. Fadern var sjöofficer, modern var hemmafru, båda kom från enkla förhållanden. Första och andra klass gick han i Engelbrektsskolan i Stockholm, tills fadern kommenderades till Karlskrona. Vid elva års ålder återvände familjen till Stockholm och Horace Engdahl gick i Vasa Real, där han var klasskamrat med Christer Pettersson. Efter studentexamen vid Norra Real gjorde han värnplikten vid Tolkskolan i Uppsala 1967–68.
Under 1970- och 1980-talen var han medlem i redaktionen för tidskriften Kris tillsammans med bland andra Stig Larsson och Anders Olsson. Efter studier i litteraturvetenskap vid Stockholms universitet disputerade Engdahl i ämnet vid samma universitet 1987 med avhandlingen Den romantiska texten. På 1980- och 1990-talen var han verksam som litteratur- och danskritiker. 1989–98 arbetade han för Dagens Nyheters kulturredaktion.
År 1997 valdes han in i Svenska Akademien på stol 17, efterträdande Johannes Edfelt. Som ständig sekreterare i Svenska Akademien 1999–2009 blev han känd som den som tillkännagav nobelpristagare i litteratur (en uppgift som alltid tillfallit Akademiens ständiga sekreterare). Engdahl avslutade sekreterarskapet i juni 2009, varefter historikern och författaren Peter Englund tog över uppgiften.
Fram till april 2009 var Engdahl ledamot i Kungliga Operans styrelse. Han blev 2004 adjungerad professor i nordisk litteratur vid Århus universitet.
År 2014 deltog Engdahl i SVT:s tv-program Babels schlagertävling och skrev text till en låt skriven av Benny Andersson. Engdahls bidrag, Nyårsballongen, vann tävlingen. År 2015 och 2016 var Engdahl programvärd för Sveriges Radios Allvarligt talat, ett program som bygger på publikens frågor, arbetet utfördes parallellt med författaren Lena Andersson. Under våren 2016 var Engdahl en av huvudpersonerna i SVT-serien Liv och Horace i Europa tillsammans med Liv Strömquist.
Engdahl har varit inblandad i diskussionen om metoo-kampanjen, som han är starkt kritisk till. Denna kampanj kommenterar han i boken De obekymrade (2019). I samband med det, gick han ut offentligt och uttalade sig om Sara Danius, en av sina efterträdare som ständig sekreterare: "Sara Danius är den av alla sekreterare sedan 1786 som har lyckats sämst med sin uppgift."

## Familj
Horace Engdahl är son till kommendörkaptenen av första graden Roland Engdahl och bror till flottiljamiral Stefan Engdahl.
Engdahl var 1989–2014 gift med Ebba Witt-Brattström och har tillsammans med henne tre söner. Han är sedan 2022 gift med litteraturvetaren Stina Otterberg Engdahl.

## Verk

### Den romantiska texten
Doktorsavhandlingen Den romantiska texten (1986) uppfattades inom litteraturvetenskapen som kontroversiell. Detta hade dels att göra med vissa av studiens teoretiska ståndpunkter, dels dess essäistiska stil. Medan tidigare romantikforskning haft en biografisk och idéhistorisk inriktning anser Engdahl, inspirerad av bland andra Walter Benjamin och Paul de Man, att han skriver ”en fragmentarisk berättelse om texttyper och retoriska figurer”. Just textbegreppet är centralt för det perspektiv Engdahl lanserar: ”Romantikens gränsöverskridande energi kommer att frigöras först när vi läser den som texter och inte som världsåskådning.” Utifrån denna hållning analyserar Engdahl författarskap som föregår, inleder eller ingår i den svenska romantiken: Oxenstierna, Kellgren, Thorild, Lidner, Atterbom, Stagnelius, Almqvist och Tegnér. Det är nästan uteslutande lyrik som behandlas i Den romantiska texten, men ”poesi” ses egentligen som ett drag som överskrider genrer; även en roman kan vara poetisk eller använda denna typ av retoriska mekanismer. I avhandlingens slutkapitel sammanfattar Engdahl:
| ” | Tillåter dessa iakttagelser några generaliseringar? Det vore tryggast att hålla tillbaka dem. Ändå är det svårt att bortse från de gemensamma villkor som råder i texternas föreställningsskikt.1) Fri förvandling: scenerna växer ur varandra utan övergångar och motiveringar; fenomenvärldens tid, rum och kausalitet upplöses. 2) Svävande relation till den yttre verkligheten: språket frikopplas från omdömenas modala system. 3) Omvändbarhet mellan betecknande och betecknat i textens figurer. 4) Visionens sviklighet, dess benägenhet att sjunka undan och blotta ett tomrum eller ersättas av andra bilder. 5) Konnotationens styrka: alla föreställningar och idéer kan bli blotta färger. | „ |

Retoriskt sett betyder detta slags poetiska text att det roll- och genrebundna skrivande som var självklart fram till 1700-talets slut avlöses av mera personligt grundade gestaltningar och en ny förväntan på personlig närvaro i verket. ”I jämförelse med de texttyper som bygger på gemenskapens fasta energiflöden och kollektiva förstånd kan deras [romantikernas] scenerier te sig fántasmagoriska. De följde jaget dit det bara kommer ensamt, till hängivelsens ljuskrön och melankolins tömda skuggvärld.” Det ses inte som ett uttryck för någon given, ovillkorlig autenticitet eller biografisk sanning, men däremot som en iscensättning av diktarens fantasi, och i detta skiljer sig Engdahls förhållningssätt från mycken tidigare forskning om till exempel Tegnér och Stagnelius. Även Engdahls personliga närvaro i avhandlingen är mera utpräglad än vad som brukar gälla för doktorsavhandlingar; det är påfallande att Den romantiska texten har en blygsam redovisning av tidigare forskning eller övergripande metodiska resonemang. Walter Benjamin och Jacques Derrida har utan tvekan varit viktiga inspiratörer, men nämns endast vid namn i förbigående.
Studiet av Stagnelius författarskap kom senare att breddas, dels i en essä från 1989, återutgiven i samlingen Stilen och lyckan, där Stagnelius jämförs med Franzén, dels i en skrift från 1996 om dikten Kärleken. Den senare boken fungerar som en förklarande textkommentar, men i resonerande form. Synen på dikten ansluter närmast till den bild av Stagnelius som Roland Lysell givit i sin monografi Erik Johan Stagnelius, det absoluta begäret och själens historia (1993).

### Beröringens ABC
Engdahls andra större sammanhållna verk är Beröringens ABC: en essä om rösten i litteraturen (1994), som behandlar ett stort antal författarskap från Friedrich Schlegel till Maurice Blanchot. Även om studien har en huvudsakligen kronologisk ordning är dess uppbyggnad snarare tematisk, och Engdahl antyder att hans metod är mindre strikt än i doktorsavhandingen: ”I Den romantiska texten nådde jag mitt syfte genom att granska diktverkets retoriska kuggar. Beröringens ABC handlar däremot om något hos litteraturen som inte är åtkomligt för maskinläran. Den enda framkomliga vägen har varit att skriva på gehör.” Det annorlunda förfarandet kan förstås utifrån att ämnet, rösten i litteraturen, är synnerligen svårpreciserat. ”Det som säger oss hur en text skall uppfattas är det flyktigaste, mest svårdefinierbara i språket det som lättast går förlorat i översättningar, det som historiska och kulturella avstånd först gör oss döva för.” Essän kan därmed tyckas falla isär i flera undersökningar som behandlar allt från hur litterära karaktärers röster beskrivs eller gestaltas till fonologiska eller typografiska aspekter, författarens tilltal till den enskilda läsaren (eller en större publik) eller läsarens sätt att ta till sig en text.
Att själva huvudämnet kan förefalla undflyende kan ses som en effekt av att litteraturen snarare är uppbyggd av skrift än röst, en motsättning Engdahl berör i en inledande analys av Fjodor Dostojevskijs Anteckningar från källarhålet (1864): ”Faller jag offer för en metafor när jag talar om en ’röst’ i texten? Den inbillade stämma som säger ’Jag är en ond människa’ kan ju inte beskrivas i akustiska termer. Ingen kan säga hur den låter, bara vad den säger. […] Vad som finns i texten är formen av en röst ungefär som omnämnandet av en person i en roman för med sig formen av ett utseende utan att ge oss porträttet.”

### Översättningar
- Kosík, Karel (1979). Det konkretas dialektik : en studie i människans och världens problematik / inledning av Horace Engdahl ; [översättning: Horace Engdahl]. Göteborg: Röda bokförl. Libris 7747288. ISBN 91-85258-26-1
- Bahro, Rudolf (1980). Tidens stora fuga : exemplet Beethoven och sju dikter. Stockholm: Bokomotiv. Libris 7653244. ISBN 91-7618-007-7
- Kleist, Heinrich von (1987). Två dramer / inledning och översättning av Horace Engdahl. Johanneshov: Hammarström & Åberg. Libris 7653912. ISBN 91-7638-071-8
- Obegripligheten / [redigerad av Horace Engdahl ...] ; [översättning: Horace Engdahl]. Kykeon, 99-1229969-8 ; 4. Lund: Propexus. 1992. Libris 7767946. ISBN 91-87952-07-6 - Delvis översättning från franska och tyska
- Södergran, Edith (1997). Vaxdukshäftet : Edith Södergrans ungdomsdiktning / i urval av Ebba Witt-Brattström ; [översättningar: Ulrika Wallenström (från tyska) och Horace Engdahl (från franska och ryska)]. Stockholm: Norstedt. Libris 7157388. ISBN 91-1-972121-8
- Lessing, Gotthold Ephraim (2010). Emilia Galotti : sorgespel i fem akter. Stockholm: Stockholms stadsteater. Libris 12068646
- Kleist, Heinrich von (2011). Dramer / i översättning och med inledning av Horace Engdahl. Stockholm: Modernista. Libris 12188708. ISBN 978-91-7499-034-8
- Schnitzler, Arthur (2016). De stora vidderna : tragikomedi i fem akter. Stockholm: Kungliga Dramatiska Teatern. Libris 21700013

### Redaktörskap
- Tio forskare om Bellman : föredrag vid Vitterhetsakademiens symposium 15-17 september 1976 / red. av Horace Engdahl. Filologiskt arkiv, 0083-6745 ; 20. Stockholm: Almqvist & Wiksell international. 1977. Libris 7640392. ISBN 91-7402-015-3
- Hermeneutik : en antologi / sammanställd av Horace Engdahl ... Stora Tema nova, 99-0133970-7. Stockholm: Rabén & Sjögren. 1977. Libris 7234140. ISBN 91-29-50465-1
- Minnets svanar : svensk romantisk poesi / i urval av Horace Engdahl. FIB :s lyrikklubbs bibliotek, 0425-5232 ; 248. Stockholm: FIB :s lyrikklubb. 1988. Libris 7421548. ISBN 91-550-3412-8
- Blanchot, Maurice (1990). Essäer / urval och efterord: Horace Engdahl. Kykeon, 99-1229969-8 ; 2. Lund: Propexus. Libris 7767941. ISBN 91-87952-02-5
- Anneli Alhanko : hovdansare, prima ballerina / [i redaktionen Horace Engdahl, Ove Canemyr, Gunilla Axsäter och Sophie Slettengren]. [s.l.]: Kabi Pharmacia. 1991. Libris 12186687
- Obegripligheten / [redigerad av Horace Engdahl ...] ; [översättning: Horace Engdahl]. Kykeon, 99-1229969-8 ; 4. Lund: Propexus. 1992. Libris 7767946. ISBN 91-87952-07-6
- Thorild, Thomas (2000). Att följa ögonblicken : texter i urval / under redaktion av och med inledning av Horace Engdahl. Svenska klassiker / utgivna av Svenska akademien, 99-2090989-0. Stockholm: Atlantis. Libris 10070285. https://litteraturbanken.se/forfattare/ThorildT/titlar/AttFoljaOgonblicken/sida/III/etext
- Creutz, Gustaf Philip (2010). Dikter och brev / under redaktion av Horace Engdahl och Marianne Molander Beyer ; med brevöversättningar av Marianne Molander Beyer ; samt med inledning av Horace Engdahl. Svenska klassiker / utgivna av Svenska akademien, 99-2090989-0. Stockholm: Svenska akademien i samverkan med Atlantis. Libris 14227089. http://litteraturbanken.se/#!forfattare/CreutzGP/titlar/DikterOchBrev/info/pdf

## Priser och utmärkelser
- 1987 – Gun och Olof Engqvists stipendium
- 1987 – Tegnérpriset
- 1994 – John Landquists pris
- 2004 – H.M. Konungens medalj i 12 storleken i serafimerordens band.[22]
- 2009 – Kommendör av Finlands Vita Ros’ orden[23][22]
- 2010 – Gerard Bonniers essäpris
- 2014 – Babels schlagertävling[24]